# Ibrahim ibn al-Aghlab
Ibrāhīm ibn al-Aghlab (in arabo إبراهيم بن الأغلب‎?; 756 – 5 luglio 812) primo emiro aghlabide fu il figlio di al-Aghlab b. Sālim b. ʿIqāl, un turco di Marw al-Rūd che era stato seguace di Abū Muslim (il massimo propagandista, o dāʿī, della causa abbaside in Khorāsān nel corso degli ultimi anni del califfato omayyade).

## Aghlab b. Sālim b. ʿIqāl
Qualche anno dopo l'ascesa del califfo Abū l-ʿAbbās al-Saffāḥ "il Generoso", al-Aghlab ricevette un incarico da assolvere agli ordini di Ibn al Ašaʿth al-Khuzāʿī, Wālī dell'Egitto.
 
Ne divenne presto il luogotenente per la provincia dello Zāb (attuale regione dell'Algeria) e Ibn al Ašaʿth fu cacciato nel 765 dalle sue milizie mudarite, scontente del suo piano di eliminare alcuni dei troppi privilegi del jund (l'esercito).

Il suo posto fu preso da al-Aghlab, incaricato dal califfo al-Manṣūr di combattere i kharigiti ibaditi da wālī d'Ifrīqiya (765-768). Trasferitosi a Qayrawān, anche al-Aghlab dovette però scontrarsi con la prepotente iattanza dei militari e morì nel 767, in una delle tante rivolte suscitate dal jund.

## Carriera di Ibrāhīm ibn al-Aghlab
Suo figlio Ibrāhīm (755-812) - tornato in Egitto alla morte del padre - ricevette un'ottima educazione tanto militare quanto umanistica e giuridica. Inviato dopo il saccheggio del tesoro egiziano del 790 (cui partecipò con altri 10 uomini per appropriarsi della parte di stipendio che spettava loro e che non era loro stata pagata) in esilio in Ifrīqiya, governata da un muhallabita, si fece apprezzare dall'ambiente civile e dai militari grazie alle sue doti di onestà e rettitudine. Quando nel 795 a Qayrawān giunse il generale abbaside Harthama per riportare la calma in un paese fin troppo lacerato, Ibrāhīm fu nominato governatore dello Zāb, col medesimo scopo di contenere le pericolose spinte eversive dei kharigiti, molti dei quali si erano rifugiati nelle regioni maghrebine più occidentali, lì dove non poteva giungere l'autorità e il braccio militare degli Abbasidi.
Egli promise di riportare alla legalità il territorio dello Zāb ma fu utile a mantenere la legalità nell'intera Ifrīqiya quando nel 799 il wālī di Tunisi, Tammām, insorse deponendo il governatore generale d'Ifrīqiya, Muḥammad b. Muqātil al-ʿAkkī. Ibrāhīm riuscì a riportare la legalità nel paese e il califfo Hārūn al-Rashīd pensò di scegliere fra i due litiganti un terzo al di fuori dei giochi e la sua scelta cadde su Ibrāhīm b. al-Aghlab.

Ibrāhīm, l'unico evidentemente in grado di restaurare l'ordine e che godeva della piena fiducia degli Abbasidi stipulò a questo punto un accordo con Hārūn al-Rashīd, chiedendogli pieni poteri e, da fedele vassallo quale si riconosceva, si offrì di rinunciare allo stanziamento annuo di 100.000 dīnār annualmente assegnati dalla wilāya d'Egitto a Qayrawān per le sue necessità, offrendosi in cambio di inviare nelle casse erariali califfali una somma annua di 40.000 dīnār.

Le condizioni furono accettate da Hārūn, monarca di un impero sempre più dilatato, dal quale tendevano fatalmente a sfuggire le province più esterne quale erano per l'appunto l'Ifrīqiya e il Khorāsān (affidato più tardi, non a caso, in base allo stesso ragionamento, a Ṭāhir b. al-Ḥusayn). Egli manteneva la sovranità dell'Ifrīqiya, e ciò veniva regolarmente ricordato in ogni khuṭba del venerdì nelle moschee e fu così che Hārūn al-Rashīd nominò nell'800 Ibrāhīm amīr dell'Ifrīqiya, con autorità civile e militare e con amplissima autonomia impositiva per stroncare una volta per tutte il fenomeno del Kharigismo nelle regioni ormai sotto la sua diretta autorità. Per garantire la necessaria continuità d'azione il califfo dispose anche la possibilità che Ibrāhīm e i suoi successori designassero in piena libertà i loro successori, riservando a se stesso e alla sua dinastia il diritto di veto sulle designazioni dinastiche (diritto che fu esercitato una volta sola, all'epoca in cui Emiro diventò Ibrāhīm II che, deposte le vesti emirali, indossò i panni del combattente, dirigendosi verso la Sicilia e la "Terra Grande" fin quando la morte lo colse sotto le mura della città di Cosenza).
Ciò non mise termine alle continue rivolte del jund (fu proprio questo uno dei motivi per la successiva spedizione verso la Sicilia che portò alla sua conquista), da quella dell'802 a quelle dell'805 e dell'812, anno in cui Ibrāhīm morì, lasciando l'emirato al figlio ʿAbd Allāh (Abū l-ʿAbbās ʿAbd Allāh b. Ibrāhīm), che regnò fino all'817, forte del consenso del califfo abbaside al-Maʾmūn.